# 판 벤디토역
판 벤디토 역(스페인어: Pan Bendito)은 마드리드 지하철 11호선의 역이다. 마드리드 카라반첼 구의 아브란테스 대로에서 베소야 거리와 만나는 교차로 지점에 위치해 있다. 요금구역상으로는 A구역에 속한다.

## 역사
1998년 11월 16일 11호선 첫 개통과 함께 문을 열었다. 개통 이후 한동안 11호선의 시종착역으로 남아있다가 2006년 12월 카라반첼 알토 역까지 연장되면서 일반역이 되었다.

## 환승 정보
역 주변에 버스 정류장이 두 곳 있다..
버스
- 시내버스
  - 47, 108, 118번 노선 (주간)
  - N16번 노선 (야간)
- 시외버스
  - 484번 노선 (주간)

지하철
| 마드리드 지하철            | 마드리드 지하철        | 마드리드 지하철           |
| -------------------------- | ---------------------- | ------------------------- |
| 아브란테스 플라사 엘립티카 | 마드리드 지하철 11호선 | 산 프란시스코 라 포르투나 |